# R-34
R-34 (EC 1034) – polski komputer z rodziny RIAD-2, programowo zgodny z rodziną IBM 370 i RIAD-3, produkowany seryjnie w zakładach elektronicznych Elwro. Rozwinięcie komputera R-32.

## Dane
- zegar procesora: 250 ns
- pamięć operacyjna: 
  - fizyczna: dynamiczna NMOS o pojemności od 2 do 64 MB, słowo 64-bitowe z korekcją błędów pojedynczych i wykrywaniem podwójnych
  - wirtualna: 16 MB dla programu
  - czas odczytu:
    - bez korekcji błędu: 500 ns
    - z korekcją błędu: 750 ns
- pamięć mikroprogramu: 8 Ksłów 80-bitowych